# E. 1999 Eternal
E. 1999 Eternal ist das zweite Studioalbum der US-amerikanischen Hip-Hop-Gruppe Bone Thugs-N-Harmony. Es ist das bislang erfolgreichste Album der Gruppe, wurde in den USA mehr als vier Millionen Mal verkauft und gilt als Klassiker im Bereich des Hip-Hop.

## Entstehungsgeschichte
Bone Thugs-N-Harmony hatten bereits 1993 ein Album mit dem Titel „Faces of Death“ aufgenommen, damals unter dem Namen B.O.N.E. Enterprise. Es blieb jedoch erfolglos. Dennoch waren die Mitglieder der Gruppe überzeugt, dass ihr spezieller Stil Aufmerksamkeit erregen konnte. Sie nutzten ihr Geld, das sie durch Drogenhandel und Sozialhilfe hatten und fuhren gemeinsam mit dem Bus nach Los Angeles, um dort ihr Vorbild Eazy-E zu treffen und ihn mit ihrer Musik zu beeindrucken. Nach mehreren Monaten bestand der einzige Kontakt zu ihm jedoch in einem Telefonat, bei dem sie abwechselnd ihre Reime vortrugen. Eazy-E teilte ihnen daraufhin mit, dass er in ihrer Heimatstadt Cleveland ein Konzert geben würde. Bone Thugs-N-Harmony reisten daher dorthin zurück und trafen ihn bei jenem Auftritt backstage, wo er sie für sein Label Ruthless Records unter Vertrag nahm.
Mit Eazy-E als Executive Producer nahmen sie die EP „Creepin on ah Come Up“ auf, die zwei Hits enthielt und sich mehr als zwei Millionen Mal verkaufte.
E. 1999 Eternal wurde der erste Langspieler der Gruppe über Ruthless Records. Erneut diente Eazy-E als Executive Producer und erarbeitete auch das Albumkonzept. Dieses bezieht sich auf die Herkunft der Rapper aus der Mitte Clevelands zwischen der East 99th Street und St. Clair Avenue. Auch mystische Themen gehören dazu. So spielt ein Ouija in mehreren Lieder eine Rolle und ist außerdem auf einer Seite des Booklets abgebildet, auf dem ein längerer Text in Spiegelschrift steht.
Kurze Zeit bevor das Album veröffentlicht wurde, starb Eazy-E an den Folgen einer AIDS-Erkrankung. Im Booklet widmen ihm Bone Thugs-N-Harmony das Werk.

## Musikstil
Wegen der Herkunft Bone Thugs-N-Harmonys aus Cleveland, Ohio ist E. 1999 Eternal dem Midwest Rap zuzuordnen. Durch die Verbindung zu Eazy-E und Ruthless Records besteht jedoch auch eine starke Beziehung zum normalerweise nur an der Westküste der USA verbreiteten G-Funk. Verantwortlich für diesen Stil ist DJ U-Neek, der das komplette Album produzierte, dabei auf einigen Liedern jedoch Unterstützung von Tony-C, Kenny McCloud und/oder den Bone Thugs selbst erhielt. Die Musik ist durchgängig düster und wird von Synthesizer- und Klavier-Melodien begleitet, sodass eine bedrohliche, feindselige Stimmung erzeugt wird.
Thematisch drehen sich die Liedtexte um Marihuanakonsum (vor allem „Budsmokers Only“ und „Buddah Lovaz“), Esoterik (ein Ouija wird benutzt um auf „No Shorts, No Losses“ jemanden mit einem Fluch zu belegen, auf „Mr. Ouija 2“ um die eigene Zukunft vorherzusagen und auf „Mo′ Murda“ stiftet es jemanden zu einem Mord an), sowie Gewalt (vor allem „Crept And We Came“, „Die Die Die“ und „Shotz to tha Double Glock“). E. 1999 Eternal gehört daher auch zu den Stilrichtungen Gangsta- und Hardcore-Rap.
Der Rapstil der Gruppenmitglieder ist ungewöhnlich. Einerseits tragen sie ihre Verse sehr schnell vor, sodass die Texte, auch wegen des leichten Patois-Akzents, schwer zu verstehen sind, andererseits singen sie halb und kreieren so Melodien im Stil von Boyz II Men. Auch ein A-cappella-Stück ist mit „Me Killa“ auf dem Album zu finden.

## Titelliste
1. Da Introduction
  - Enthält ein Sample von „In The Rain“ von The Dramatics
2. East 1999
  - Ko-produziert von Tony-C
3. Eternal
  - Ko-produziert von Tony-C und Kenny McCloud
4. Crept And We Came
  - Ko-produziert von Tony-C
5. Down ′71 (The Getaway)
  - Ko-produziert von Tony-C
6. Mr. Bill Collector
  - Ko-produziert von Tony-C
7. Budsmokers Only
  - Enthält ein Sample von „Reasons“ von Earth, Wind and Fire
8. Crossroad
  - Ko-produziert von Tony-C
9. Me Killa
  - Ko-produziert von Kenny McCloud
10. Land Of Tha Heartless
  - Ko-produziert von Bone
11. No Shorts, No Losses
  - Ko-produziert von Bone
12. 1st Of Tha Month
  - Enthält ein Sample von „I Just Wanna Be Your Girl“ von Chapter 8
13. Buddah Lovaz
  - Ko-produziert von Tony-C
14. Die Die Die
15. Mr. Ouija 2
  - Ko-produziert von Bone
16. Mo′ Murda
  - Ko-produziert von Tony-C
17. Shotz To Tha Double Glock
  - Ko-produziert von Kenny McCloud
18. Tha Crossroads (D.J. U-Neek′s Mo Thug Remix)
  - Als zusätzlicher Titel auf der europäischen Version enthalten
  - Enthält nachgespielte Ausschnitte von „Make Me Say It Again Girl“ von The Isley Brothers
  - Aufgenommen in U-Neek′s Recording Studio in Los Angeles, Kalifornien

## Veröffentlichungen und Chartplatzierungen
E. 1999 Eternal ist das kommerziell erfolgreichste Werk von Bone Thugs-N-Harmony.
Vor allem in den USA war das Album ein großer Verkaufserfolg. Es stieg auf Platz 1 der Billboard 200 ein und konnte sich in diesen Charts zwei Jahre lang behaupten. In den kumulierten Charts der gesamten 1990er-Jahre fand es sich auf Rang 54 ein.
Bereits nach weniger als einem Jahr nach Veröffentlichung wurde der Langspieler mit einer vierfachen Platin-Schallplatte der RIAA für mehr als vier Millionen abgesetzte Einheiten ausgezeichnet.
Auch die ausgekoppelten Singles konnten sich in den USA alle in den Billboard Hot 100 platzieren.
Erste Auskopplung war „1st of tha Month“, ein Lied, das den Monatsersten als Zeitpunkt für den Erhalt von Sozialhilfegeldern feiert. Es erreichte die Spitzenposition 14, blieb 20 Wochen in dieser Hitparade und erhielt am 11. Oktober 1995 die Goldene Schallplatte der RIAA für mehr als 500.000 Verkäufe.
Die zweite Single, „East 1999“, konnte sich zwar ebenfalls einige Zeit in den Hot 100 aufhalten, war mit der besten Platzierung 62 jedoch nicht so erfolgreich.
Der größte Hit war jedoch „Tha Crossroads“, ein Loblied auf die verstorbenen Freunde der Gruppe, das Bone Thugs-N-Harmony Eazy-E widmeten. Die ursprüngliche Version davon war nur mit „Crossroad“ betitelt und die 8. Spur des Albums. Ausgekoppelt wurde jedoch der „Mo Thug Remix“ von DJ U-Neek als „Tha Crossroads“. Auf einigen Ausgaben des Albums wurde danach die originale Fassung durch den Remix ersetzt, während er auf anderen als zusätzliches, 18. Lied angehängt wurde.
Die Single debütierte auf Platz 2 der Hot 100, war damit bis zu diesem Zeitpunkt die am höchsten eingestiegene Rap-Single aller Zeiten und verhalf dem dazugehörigen Album zu einer Rückkehr in die Top 10 der Billboard 200. Bereits in der darauf folgenden Woche wurde sie zum Nummer-1-Hit und schließlich am 13. Juni 1996 mit doppeltem Platin der RIAA ausgezeichnet.
Bis dahin hatte in Europa lediglich „1st of tha Month“ kommerzielle Bedeutung erlangt, das in den britischen Charts bis Platz 15 gelangte. Das Album hatte jedoch dort keine Verkaufslisten erreicht und wurde teilweise gar nicht veröffentlicht. Nach dem Erfolg von „Tha Crossroads“ in den USA wurde E. 1999 Eternal auch in Europa auf den Markt gebracht und erreichte hier in Deutschland, der Schweiz und dem Vereinigten Königreich mittlere Chartplatzierungen. Auch „Tha Crossroads“ erreichte vordere Platzierungen in diesen Ländern, obwohl die Verkäufe hinter den US-amerikanischen zurückblieben.

## Auszeichnungen für Musikverkäufe
| Land/Region                  | Auszeichnungen für Musikverkäufe (Land/Region, Auszeichnung, Verkäufe) | Verkäufe  |
| ---------------------------- | ---------------------------------------------------------------------- | --------- |
| Kanada (MC)                  | Platin                                                                 | 100.000   |
| Neuseeland (RMNZ)            | Platin                                                                 | 15.000    |
| Vereinigte Staaten (RIAA)    | 4× Platin                                                              | 4.000.000 |
| Vereinigtes Königreich (BPI) | Gold                                                                   | 100.000   |
| Insgesamt                    | 1× Gold · 6× Platin ·                                                  | 4.215.000 |

## Rezeption
Allmusic bewertet das Album mit 4,5 von maximal 5 Sternen und bezeichnet es als eines der vollkommensten und einmaligsten Rap-Alben der 90er. Außerdem wird es dort als eines der 20 besten G-Funk-Alben angeführt.
Rolling Stone vergibt 3 von maximal 5 Sternen und lobt, dass man die Rapper bei nicht ganz aufmerksamem Hören mit R&B-Sängern verwechseln könnte, zeigt jedoch auch den Widerspruch dieses fröhlichen Gesangs zu den Texten über Waffen, Drogen und Geld auf. Lieder wie „Land of tha Heartless“ brächten das Beste aus den Musikern hervor.
Von Entertainment Weekly erhält das Album die Note B- (nach den Zensuren im Schulsystem der Vereinigten Staaten). Es werden vor allem die Texte, mit Ausnahme von „Crossroad“, kritisiert. Insgesamt wird der Langspieler als geschmeidig, aber stumpf bezeichnet.
Zum 20-jährigen Jubiläum der Veröffentlichung nannte XXL das Werk eines der meistgeliebten Hip-Hop-Alben und gab an es sei weithin als Hip-Hop-Klassiker anerkannt.
Die christlich-konservative Organisation „Plugged In“ kritisierte die Texte scharf und nannte sie Müll, dem Jugendliche nicht zuhören sollten.
Darüber hinaus wurde der Langspieler für den Grammy Award for Best Rap Album 1996 nominiert, konnte sich jedoch nicht gegen Poverty’s Paradise von Naughty by Nature durchsetzen. Bei der darauf folgenden Grammy-Verleihung traten Bone Thugs-N-Harmony auf und boten ihr Lied „Tha Crossroads“ dar, mit dem sie in diesem Jahr den Grammy Award for Best Rap Performance by a Duo or Group gewannen.